# Gustav vom Felde
Gustav vom Felde, född 28 juni 1908 i Bad Eilsen, död 22 november 1943 i Berlin, var en tysk Obersturmbannführer och Oberregierungsrat (byrådirektör). I början av andra världskriget ledde han insatskommandon i Polen och Böhmen-Mähren. År 1941 utsågs han till chef för Einsatzkommando Finnland.
vom Felde omkom vid ett allierat bombangrepp i Berlin.